# Microplitis kaszabi
Microplitis kaszabi är en stekelart som beskrevs av Papp 1980. Microplitis kaszabi ingår i släktet Microplitis och familjen bracksteklar. Inga underarter finns listade i Catalogue of Life.